# Jean-Pierre Reveau
Jean-Pierre Reveau, né le 27 juillet 1932 à Paris, est un homme politique français. Membre du Front national, il est notamment député du Rhône de 1986 à 1988. Il quitte ensuite le FN pour le Parti de la France.

## Carrière professionnelle
Jean-Pierre Reveau est d'abord agent commercial et directeur général de CMC (filiale du Groupe Creusot Loire).

## Carrière politique

### Au sein du Front national
Jean-Pierre Reveau rencontre Jean-Marie Le Pen en 1956. Il participe à la fondation du Front national en 1972.
Au sein du Front national, il exerce les responsabilités suivantes : trésorier pendant vingt-cinq ans et jusqu'en 2009, mandataire financier national, secrétaire général du Front national des combattants (FNC), membre du bureau politique et du comité central. Il a également été président des Cadets France.
Il s'oppose frontalement à Jean-Marie Le Pen à deux reprises, « dont une fois sur son soutien à Saddam Hussein ».

### Député du Rhône
Il doit quitter ses responsabilités professionnelles en 1986, date à laquelle il est élu député du Rhône à la proportionnelle. Il siège alors dans le groupe Front national – Rassemblement national jusqu'en 1988, année de la dissolution de l'Assemblée nationale.

### Conseiller régional de Provence-Alpes-Côte d’Azur puis conseiller de Paris
Jean-Pierre Reveau est aussi conseiller régional de Provence-Alpes-Côte d'Azur de 1992 à 2010 et conseiller de Paris de 1995 à 2001. Il n'est pas réélu conseiller de la capitale en 2001, étant éliminé dès le premier tour avec 3,8 % des voix dans le 17e arrondissement de Paris.

### Retrait de la vie politique
Il se retire ensuite de la vie politique pour ne plus exercer aucun mandat électif, responsabilité politique ou associative. Cependant, en 2011, dans le cadre des élections internes du congrès de Tours au sein du Front, Jean-Pierre Reveau soutient Bruno Gollnisch. La même année, il quitte le parti. Selon Mediapart, sa mise à l'écart du parti est impulsée par Philippe Péninque.
Il rejoint ensuite le Parti de la France, dont il devient membre du conseil national et du bureau politique en 2014.

## Ouvrage
- Avec Martial Bild & Thierry Martin (préf. Charles de Gaulle), Un Paris d'espoir, Paris, Godefroy de Bouillon, 2000, 210 p. (ISBN 2-84191-247-7, BNF 37685212, lire en ligne)